# Cerrone
Marc Cerrone, művésznevén egyszerűen Cerrone (Vitry-sur-Seine, 1952. május 24. –) franciaországi születésű, olasz származású zenész, dobos és zeneszerző, aki elsősorban a diszkózene területén kifejtett munkássága révén vált népszerűvé az 1970-es és 1980-as évekbeli Európában.
Több mint 30 millió lemezt adott el világszerte, köztük több mint négymilliót Franciaországban. A mesterművének tartott Supernature igen népszerűnek bizonyult, és nyolcmilliót meghaladó számú példányt adtak el belőle.

## Fordítás
- Ez a szócikk részben vagy egészben  a   Cerrone című angol Wikipédia-szócikk ezen változatának fordításán alapul.  Az eredeti cikk szerkesztőit annak laptörténete sorolja fel. Ez a jelzés csupán a megfogalmazás eredetét és a szerzői jogokat jelzi, nem szolgál a cikkben szereplő információk forrásmegjelöléseként.